# 奧古絲塔·費迪南達 (托斯卡納)
奧古絲塔·費迪南達（德語：Auguste Ferdinande，1825年4月1日—1864年4月26日）是巴伐利亚王国王妃和奥地利帝国的女大公。她的丈夫是巴伐利亚的柳特波德攝政王。
奧古絲塔来自哈布斯堡家族在托斯卡纳大公国的分支。她的父亲是大公利奥波多二世并是奥地利女大公和托斯卡纳公主。
1844年，她和巴伐利亚国王路德维希一世之子—柳特波德结婚。她育有四名子女并只跟他们用意大利语沟通。她的长子是日后的路德维希三世国王。

## 子女
- 长子：路德维希·利奥波德·约瑟夫·玛利亚·阿洛易斯·阿尔弗莱德（Ludwig Leopold Joseph Maria Aloys Alfred），1913年成为国王路德维希三世。
- 次子：利奥波德·马克西米利安·约瑟夫·玛利亚·阿努尔夫（Leopold Maximilian Joseph Maria Arnulf，1846年2月9日－1930年9月28日），1873年与奥地利皇帝弗朗茨·约瑟夫一世的女儿吉塞拉结婚，有二子二女。
- 长女：特蕾泽·夏洛特·玛丽安妮·奥古斯塔（Therese Charlotte Marianne Auguste，1850年－1925年）
- 三子：弗朗茨·约瑟夫·阿努尔夫·阿达尔贝特·玛利亚（Franz Joseph Arnulf Adalbert Maria，1852年－1907年），1882年与列支敦士登公主特丽丝结婚，有一子。